# 柳林洲镇
柳林洲镇，中华人民共和国湖南省岳阳市君山区下属的一个镇，位于君山区东部。旧为洞庭湖西岸芦苇洲，以植杨柳成林而得名。君山区委、区政府机关设此。306省道过境。

## 建制沿革
- 1929年，属穆湖镇；
- 1935年，为永益乡；
- 1950年，为君山乡；
- 1952年，为自成垸劳改农场驻地；
- 1958年，属君山公社；
- 1960年，建君山农场时场部设此，逐步发展成为集镇；
- 1988年，镇区建君山镇。
- 2000年12月17日，将原君山农场、君山镇、新河分场、濠河分场、五星分场合并设立柳林洲镇。

## 行政区划
柳林洲镇下辖3个社区、12个行政村：
- 柳林社区、挂口社区、自成垸社区
- 濠河村、瓦湾村、五星村、挂口村、永城村、长沟子村、三家店村、芦花村、新河村、双五村、岳华村、新洲村
- 君山养殖场、君山农业科学研究所、岳阳监狱